# Giuliana Gamba
Giuliana Gamba (Urbino, 26 novembre 1949) è una regista, sceneggiatrice e produttrice cinematografica italiana.

## Biografia
Laureata all'università di Firenze con Pio Baldelli, ha debuttato come assistente di Joe D'Amato per poi passare alla regia in quello che rimane uno dei rari esempi di cinema hard italiano diretto da una donna, dirigendo Pornovideo, Claude e Corinne, un ristorante particolare (firmato come Therese Dunn). In seguito si è orientata verso il cinema erotico (La cintura) e poi ha cambiato completamente genere, firmando documentari e miniserie per la Rai.

## Filmografia

### Regista

#### Cinema
- Pornovideo (1981) - firmato come Therese Dunn
- Claude e Corinne, un ristorante particolare (1981) - firmato come Therese Dunn
- Profumo (1987)
- La cintura (1989)
- Burraco fatale (2020)

#### Televisione
- Le storie di Farland (1993)
- Reper Story (1995)
- Una farfalla nel cuore (1999)
- Qualcuno da amare (2000)
- La casa dell'angelo (2002)
- Ma chi l'avrebbe mai detto... (2007)

#### Documentari
- Oltre il silenzio (1995)
- Gli anni '70: sogno e tragedia (1996)
- Un altro mondo è possibile (2001)
- La primavera del 2002 - L'Italia protesta, l'Italia si ferma (2002)
- Lettere dalla Palestina (2003)
- In Kurdistan è difficile (2004)
- Sound of Marocco (2009)
- Jannis Kounellis - Berlino 1990 (2018)
- Jannis Kounellis - Mosca 1991 (2018)
- Era scritto sul mare (2024)

### Sceneggiatrice
- Pornovideo (1981) - firmato come Therese Dunn
- Profumo (1987)
- Una farfalla nel cuore (1999)
- Era scritto sul mare (2024)

### Produttrice
- Cover-boy, regia di Carmine Amoroso (2007)